# آلاتس
آلاتس دهستانی در استان آلباستهٔ اسپانیا است.
در این دهستان ۶۰۳ نفر زندگی می‌کنند. مساحت این دهستان ۶۳٫۲۹ کیلومتر مربع است.